# Liješnica
Liješnica (en cyrillique : Лијешница) est un village de Bosnie-Herzégovine. Il est situé dans la municipalité de Maglaj, dans le canton de Zenica-Doboj et dans la fédération de Bosnie-et-Herzégovine. Selon les premiers résultats du recensement bosnien de 2013, il compte 1 704 habitants.

## Démographie

### Évolution historique de la population
| 1948 | 1953 | 1961  | 1971  | 1981  | 1991  | 2013  |
| ---- | ---- | ----- | ----- | ----- | ----- | ----- |
| -    | -    | 1 243 | 1 529 | 1 621 | 1 807 | 1 704 |

|  |

### Communauté locale
En 1991, la communauté locale de Liješnica comptait 2 919 habitants, répartis de la manière suivante :